# Paranthura bellicauda
Paranthura bellicauda is een pissebed uit de familie Paranthuridae. De wetenschappelijke naam van de soort is voor het eerst geldig gepubliceerd in 1952 door Miller & Robert J. Menzies.